# 1939 au Vatican
Chronologie du Vatican
- 1935
- 1936
- 1937
- 1938
- 1939
- 1940
- 1941
- 1942
- 1943

Cette page concerne les évènements survenus en 1939 au Vatican  :

## Évènement
- 10 février : Mort du pape Pie XI au Vatican.
- 1er-2 mars : Conclave.
- 2 mars : Élection du pape Pie XII.
- 20 octobre : Encyclique Summi Pontificatus